# Kato Acaya
Kato Acaya (en griego: Κάτω Αχαΐα) es una ciudad y comunidad en Acaya, Grecia Occidental, Grecia. Desde la reforma del gobierno local de 2011, forma parte del municipio de Acaya Occidental, del cual es sede administrativa. La comunidad de Kato Achaia está compuesta por la ciudad de Kato Acaya y los pueblos de Alykes, Manetaiikia, Paralia Kato Acaya y Piso Sykea. Cerca se encuentran las ruinas de la antigua ciudad de Dime.
Kato Achaia se encuentra a 1 km (0,6 mi) al sur del golfo de Patras y a 20 km (12 mi) al suroeste de Patras. Los pueblos de Alykes y Paralia Kato Achaia se encuentran en la costa. La Carretera Nacional Griega 9 (Patras-Pirgos) pasa frente a la ciudad. Kato Achaia cuenta con una estación de tren en la línea ferroviaria Patras-Pyrgos, parcialmente en desuso. Actualmente, hay servicio de tren entre Patras y Kato Acaya.

## Historia de la población
| Año  | Ciudad de Kato Acaya | Comunidad |
| ---- | -------------------- | --------- |
| 1981 | 5,185                | -         |
| 1991 | 4,947                | -         |
| 2001 | 5,518                | 6,027     |
| 2011 | 6,618                | 6,880     |
| 2021 | 7,689                | 8,177     |

## Gallery

Unidad municipal de Dime (Kato Acaya)
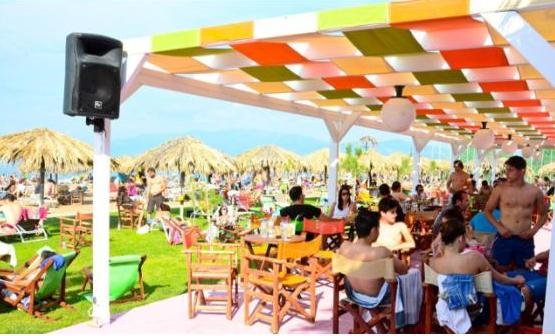
Playa de Kato Acaya
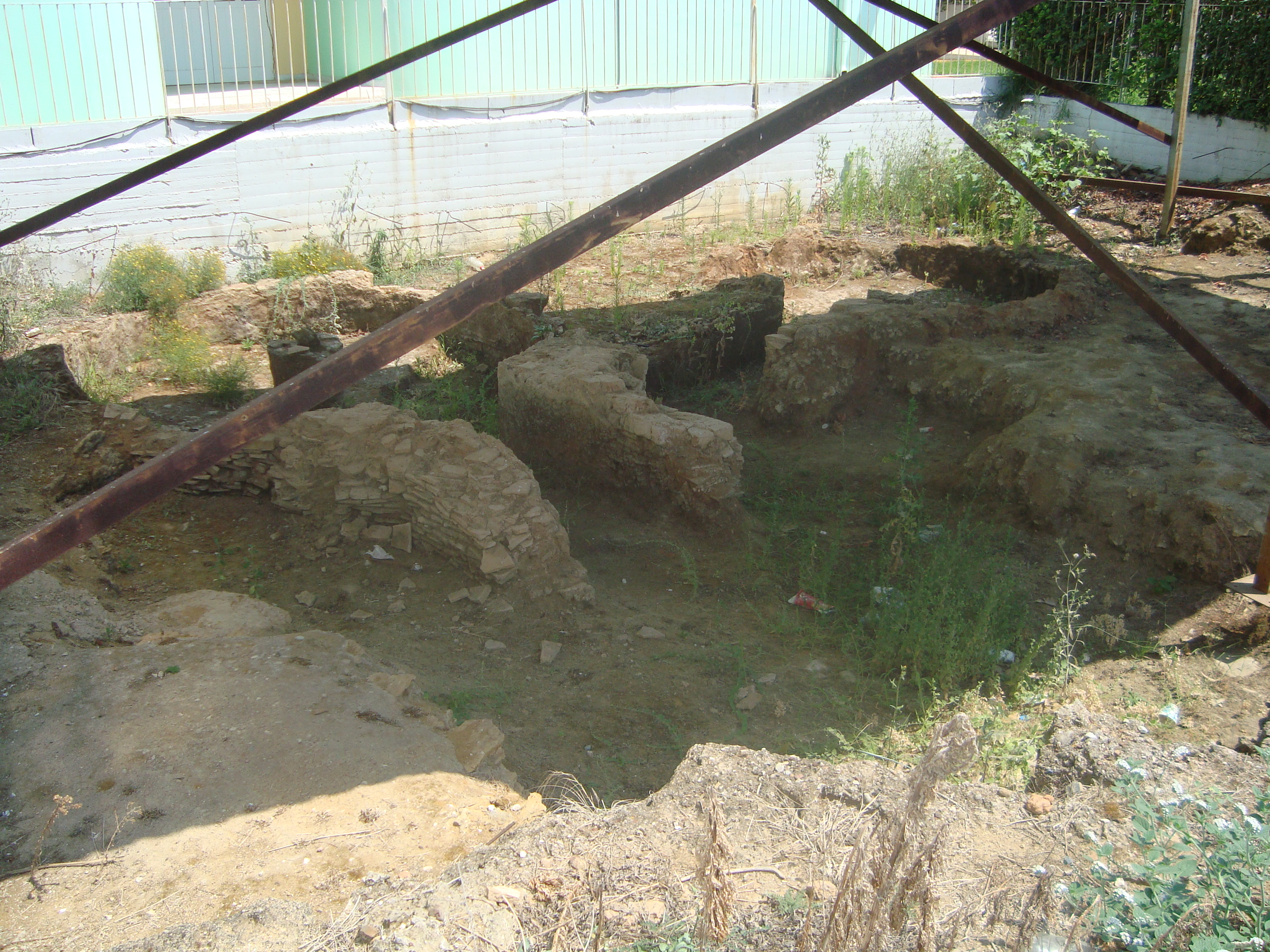
Hallazgos arqueológicos romanos en Kato Acaya
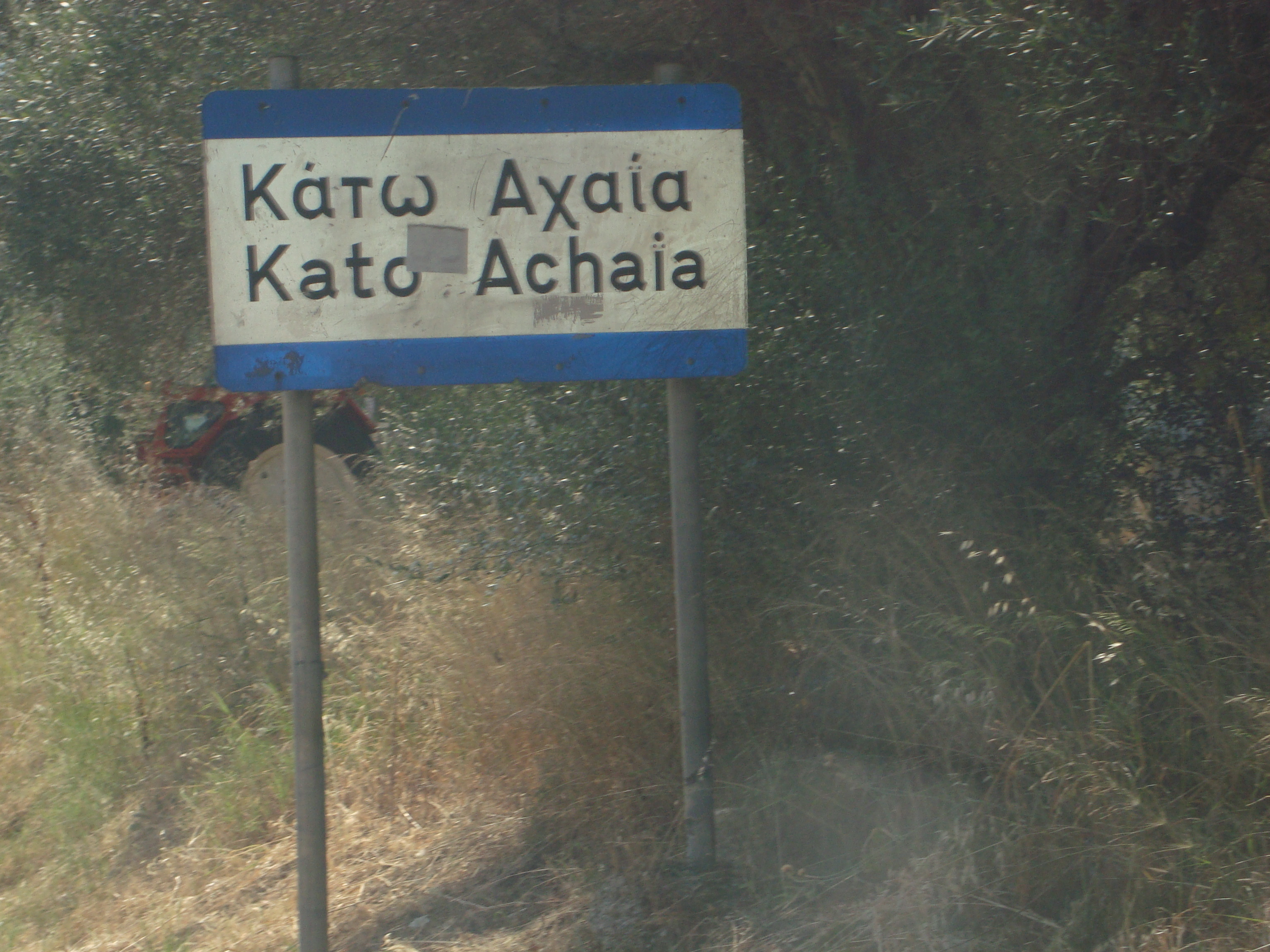
Kato Acaya